# Elecciones generales de Uganda de 1961
Las elecciones generales se llevaron a cabo en el Protectorado de Uganda el 23 de marzo de 1961. Fueron los primeros comicios celebrados en toda la colonia, tras el fin del boicot iniciado por el Rey Mutesa II de Buganda. El resultado fue una victoria para el Partido Democrático, que logró 44 de los 82 escaños, aunque el Congreso Popular de Uganda, de Milton Obote, había obtenido mayor cantidad de votos. Benedicto Kiwanuka fue elegido Primer ministro de la colonia.

## Resultados
| Partido                            | Votos     | %     | Escaños | +/−   |
| ---------------------------------- | --------- | ----- | ------- | ----- |
| Congreso Popular de Uganda         | 495.909   | 48.3  | 35      | Nuevo |
| Partido Democrático                | 436.420   | 42.5  | 43      | +42   |
| Congreso Nacional de Uganda        | 40.134    | 3.9   | 1       | −4    |
| Otros partidos                     | 9.115     | 0.9   | 0       | 0     |
| Independientes                     | 45.946    | 4.5   | 2       | −2    |
| Total                              | 1.027.524 | 100   | 82      | +72   |
| Votantes registrados/participación | 1,362,755 | 75.40 | −       | −     |
| Fuente: Nohlen et al.              |           |       |         |       |